# Eisstupa

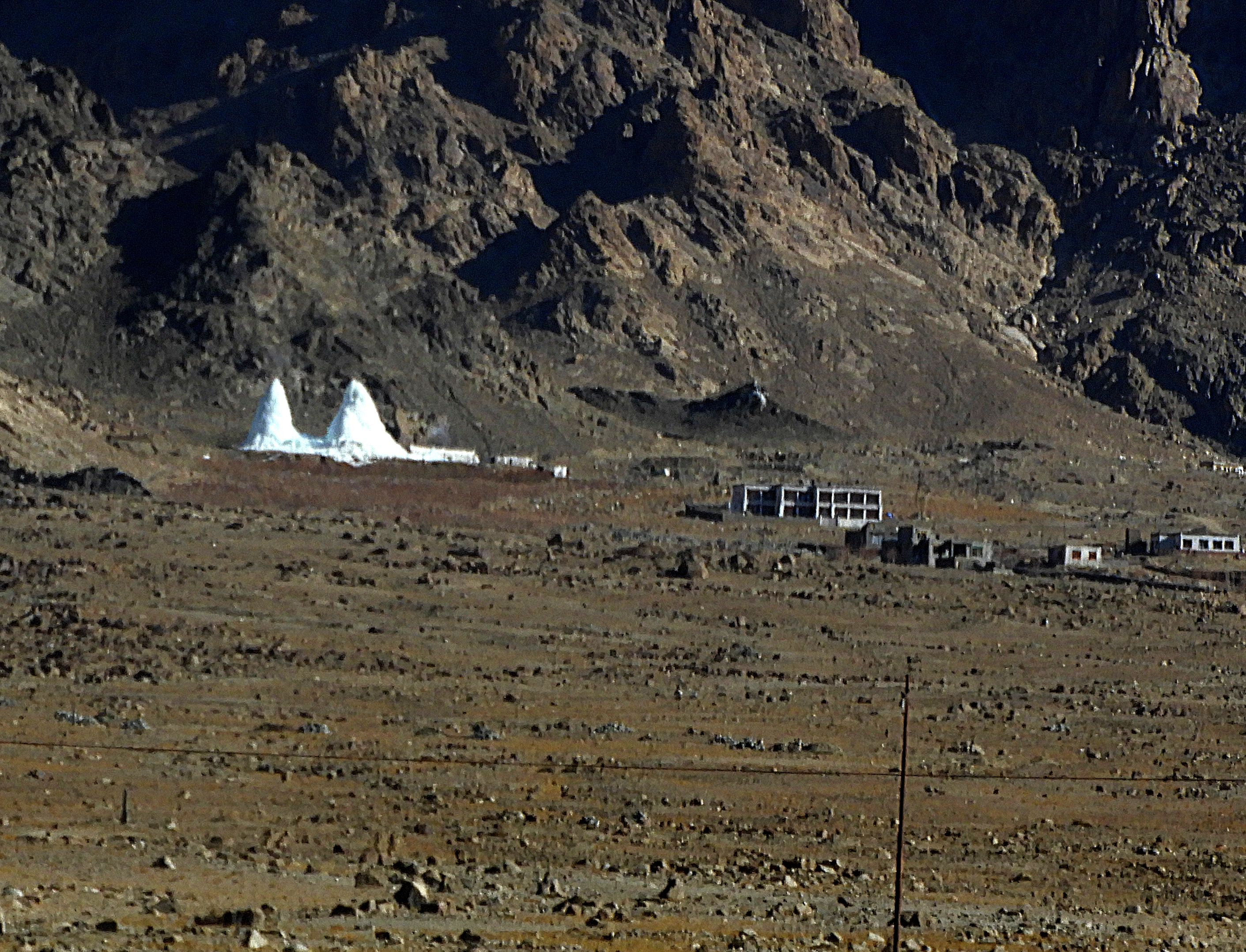
Eisstupas in der Nähe des Klosters Phyang, Distrikt Leh (2018)

Ein Eisstupa (auch Eis-Stupa) ist ein künstlich geschaffener Eiskegel zur Speicherung von Schmelzwasser, um die Wasserknappheit im Himalaya-Gebiet zu verringern. Der Name leitet sich von dem Wort Eis und den Stupas ab, die für die Himalaya-Region charakteristisch sind.

## Funktion

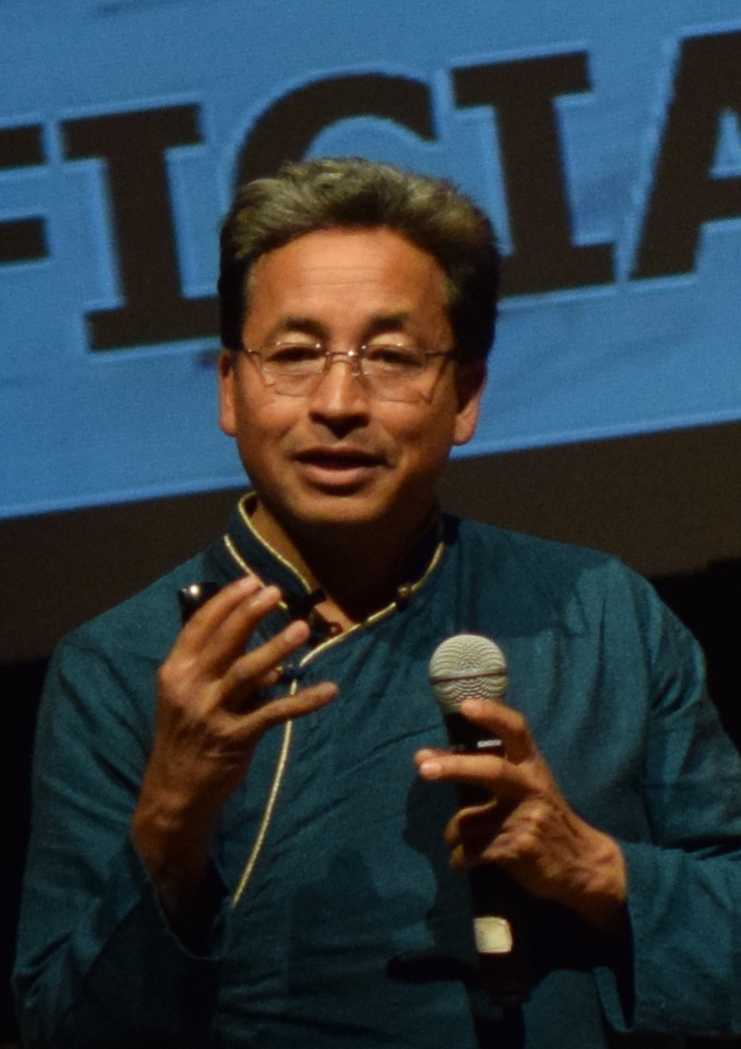
Sonam Wangchuk, Erfinder der Eisstupa (2017)

Die Wasserversorgung der Bevölkerung in hochgelegenen Trockengebieten hängt überwiegend von natürlichem Schmelzwasser ab. Verschiedene Faktoren wie der gegenwärtige Klimawandel, das Bevölkerungswachstum sowie der Anstieg des Tourismus sorgen für eine zunehmende Wasserknappheit.
Eisstupas sind Eisreservoirs, die durch vertikales Einfrieren des Schmelzwassers auf einer Holzstruktur in Form von Eiskegeln von etwa 30 bis 50 Metern Höhe entstehen. Das Wasser spritzt aus einem vertikal angebrachten Rohr und gefriert kegelförmig zu Eis. Die Konstruktion ist so konzipiert, dass das Eis gefroren bleibt, bis es die Sonne im Frühling langsam schmilzt und so die Wasserverfügbarkeit erhöht. Pro Eisstupa werden etwa 10 Millionen Liter Wasser gespeichert. Die Menge reicht aus, um etwa 10 Hektar Land zu bewässern.
Der indische Ingenieur Sonam Wangchuk erfand den Eisstupa im Rahmen des Projekts Students’ Educational and Cultural Movement of Ladakh und finanzierte ihre Tests mit 125.000 USD, die er mittels Crowdfunding gesammelt hatte. Der erste Test begann im Januar 2014. Der Erfinder wurde für diese Leistung 2016 mit dem Rolex-Preis für Unternehmungsgeist ausgezeichnet. Laut Wangchuk betragen die Kosten für die Wasserversorgung mit Eisstupas nur etwa 5 Prozent der Kosten für die Anlage eines kleinen Stausees.

## Geografie
Die ersten Eisstupas entstanden in Ladakh. Mit einem Jahresmittel an Niederschlag von weniger als 50 Millimetern hängt die Landwirtschaft in Ladakh vorwiegend vom Schmelzwasser der Gletscher ab. In der Region sind die Bäche im Frühling aber noch trocken oder führen wenig Wasser, wenn der Wasserbedarf für die Aussaat steigt, die größeren Schmelzwassermengen der Gletscher kommen erst später im Jahr.

## Kunstobjekte
In Pontresina im schweizerischen Kanton Graubünden entstand 2017 ein Eisstupa-Dorf. Es dient als Kunstobjekt für den örtlichen Tourismus und soll gleichzeitig den Bau von Eisstupas in Trockenregionen unterstützen. In anderen Orten werden ähnliche Objekte als Eisfontäne bezeichnet und nachts illuminiert.